# Velilla de los Ajos
Velilla de los Ajos è un comune spagnolo di 44 abitanti situato nella comunità autonoma di Castiglia e León.